# 福井県立一乗谷朝倉氏遺跡博物館
福井県立一乗谷朝倉氏遺跡博物館 （ふくいけんりつ いちじょうだに あさくらし いせき はくぶつかん）は、福井県福井市にある県立の歴史博物館。戦国大名として繁栄した越前朝倉氏に関する展示、史料収蔵施設かつ調査研究機関である。

## 概要
当初は「福井県立一乗谷朝倉氏遺跡資料館」という名で、1981年（昭和56年）開館。戦国時代、越前国（現在の福井県東部）を拠点に栄え、のちに織田信長に滅ぼされた越前朝倉氏に関する歴史を展示していた。付近には、越前朝倉氏の本拠地の遺構である一乗谷朝倉氏遺跡（北陸地方唯一の特別史跡）がある。
2021年（令和3年）9月より1年余の一般公開休止期間を経て、2022年（令和4年）10月1日に同資料館の道路西向かいに新築した建物へ移転、「福井県立一乗谷朝倉氏遺跡博物館」へ改称のうえ再開、従前の建物も博物館分館として使用する。
博物館では、地形の模型や朝倉義景館の復元模型、一乗谷の発掘調査で出土した陶磁器、石製品、木製品、金属製品などを展示し、特別史跡一乗谷朝倉氏遺跡の状況、越前朝倉氏の歴史と戦闘、当時の人々の生活（信仰、住居、食事、生活品等）などのテーマに沿って紹介している。常設展示のほか、企画展の開催や書籍の出版も行っている。

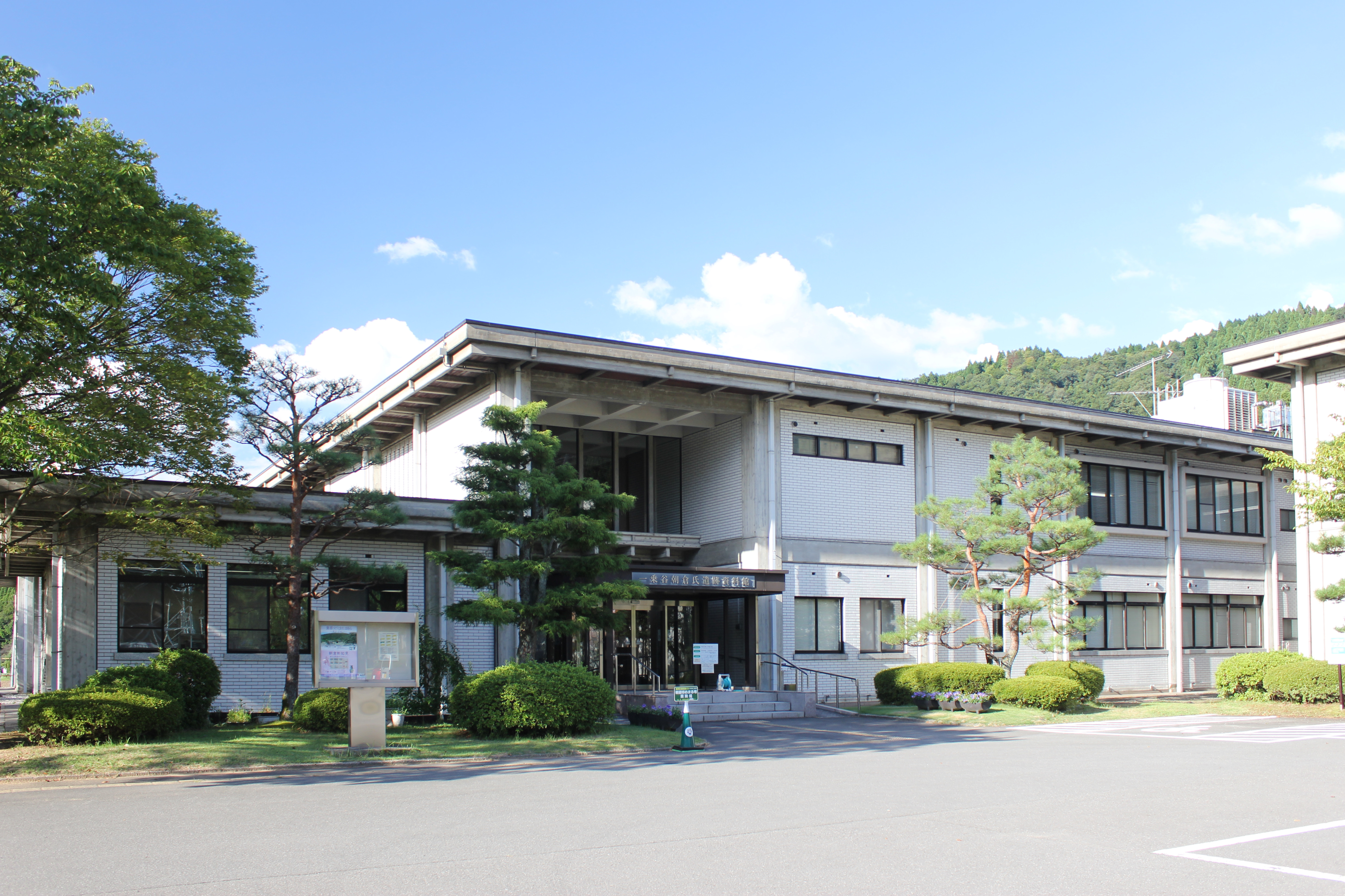
福井市安波賀町にある分館（旧資料館）

2024年には、日本建設業連合会が主催する第65回BCS賞を受章した。

## 文化財

### 重要文化財
福井県一乗谷朝倉氏遺跡出土品
- 土器・土製品 1,246点
- ガラス製品 1点
- 木製品 267点
- 木簡・墨書木製品 184点
- 漆器 28点
- 石製品 144点
- 金属製品 456点
- 骨角製品 12点
- 布残欠 2点
- 墨 1点
- 紙残欠 1点
- 炭化米 1点

## 所在地および交通手段
- 所在地：福井県福井市安波賀中島町第8号10番地（北緯36度0分53.9秒 東経136度17分54.1秒 / 北緯36.014972度 東経136.298361度）
- 鉄道：JR西日本 越美北線（九頭竜線） 一乗谷駅下車、徒歩約3分。
- 京福バス：いずれも「一乗谷朝倉氏遺跡博物館前」下車。
  - 北陸新幹線・ハピラインふくい線・えちぜん鉄道勝山永平寺線 福井駅（西口：5番、東口：AOSSA東向かい）から - 62系統（一乗谷・東郷線）
  - 福井駅（西口：5番）または、JR西日本 越美北線（九頭竜線）越前大野駅から - 59系統（大野線）※土曜・休日運行の「あさくら水の駅」経由便のみ
- 福井交通：福井駅（東口：2番）、または永平寺から、朝倉・永平寺ダイレクトパス「一乗谷朝倉氏遺跡博物館前」下車。
- 自動車：E8 北陸自動車道 福井ICから、国道158号、福井県道31号篠尾勝山線経由 約4km。